# Gackt
Gackt Camui (Kanji: 神威 楽斗, Romaji: Kamui Gakuto, sinh ngày 4 tháng 7 năm 1973 tại Okinawa, Nhật Bản), hay còn được biết đến với nghệ danh GACKT, là một ca sĩ - nhạc sĩ, nhà sản xuất, diễn viên, nhà thiết kế, nhà văn, nhà thơ người Nhật Bản. Chơi được rất nhiều loại nhạc cụ như: piano, guitar, violon, trống, kèn Trumpet, đàn Shamisen,... Anh khởi nghiệp vào năm 1994 với vai trò ca sĩ chính của ban nhạc Cains:Feel, sau đó là ban nhạc rock visual kei Malice Mizer trước khi bắt đầu sự nghiệp solo năm 1999. Anh đã phát hành 15 album phòng thu và 46 đĩa đơn, nắm giữ kỷ lục nam ca sĩ solo thường xuyên xuất hiện trên bảng top ten các single nhất trong lịch sử âm nhạc Nhật Bản. GACKT cũng là nghệ sĩ Nhật đầu tiên phát hành nhạc của mình trên Itunes hồi tháng 10 năm 2007.
Ngoài hoạt động trong nền công nghiệp giải trí hiện đại, nhạc của GACKT còn được sử dụng rộng rãi và phổ biến trong các video game, phim hoạt hình hay những bộ phim dài tập, nhân vật Genesis trong Final Fantasy VII được dựng nên từ hình ảnh của anh. GACKT cũng tham gia lồng tiếng cho một số anime, giọng của anh được dùng để tạo nên Vocaloid Gakupo.  Bên cạnh âm nhạc, GACKT còn tham gia vào lĩnh vực phim ảnh, trong đó bao gồm cả những bộ phim do chính tay anh viết kịch bản như "Moon Child" hay phim của Hollywood "Bunraku" và loạt phim truyền hình Fūrin Kazan phát sóng trên kênh truyền hình NHK của Nhật. Gackt Camui còn hoạt động như một nhà sản xuất sân khấu điện ảnh.

## Tiểu sử
GACKT sinh ngày 4 tháng 7 năm 1973 tại Okinawa, Nhật Bản. Cha mẹ anh đều là giáo viên. Trong gia đình còn một chị gái và một em trai. Vì công việc của cha mình nên anh thường xuyên phải di chuyển nhiều thành phố khác nhau như Yamaguchi, Fukuoka, Shiga, Osaka, và Kyoto. Anh lớn lên dưới sự giáo dục nghiêm khắc của cha, người chỉ cho phép anh xem các chương trình giáo dục - học tập và nghiêm cấm tất cả các chương trình giải trí dành cho thiếu nhi.
GACKT biết đến piano do bị người bố ép buộc và vào năm 3 tuổi thi bắt đầu học piano.
Nói đến tuổi thơ của mình, GACKT kể rằng lúc 6 tuổi anh đã từng suýt chết đuối ở biển Okinawa. Kể từ lần đó, anh bắt đầu nghe, nhìn thấy những thứ kì lạ và bị đưa đến khoa đặc biệt của viện tâm thần để theo dõi. Khi lớn lên thì anh thường xuyên bị mất ngủ và đôi khi anh bảo thèm ngủ đến điên lên được.

## Danh sách đĩa nhạc
- Mizerable (1999)
- Mars (2000)
- Rebirth (2001)
- Moon (2002)
- Crescent (2003)
- Love Letter (2005)
- Diabolos (2005)
- Re:Born (2009)
- BEST OF THE BEST VOL I MILD/WILD (2013)

## Danh sách phim

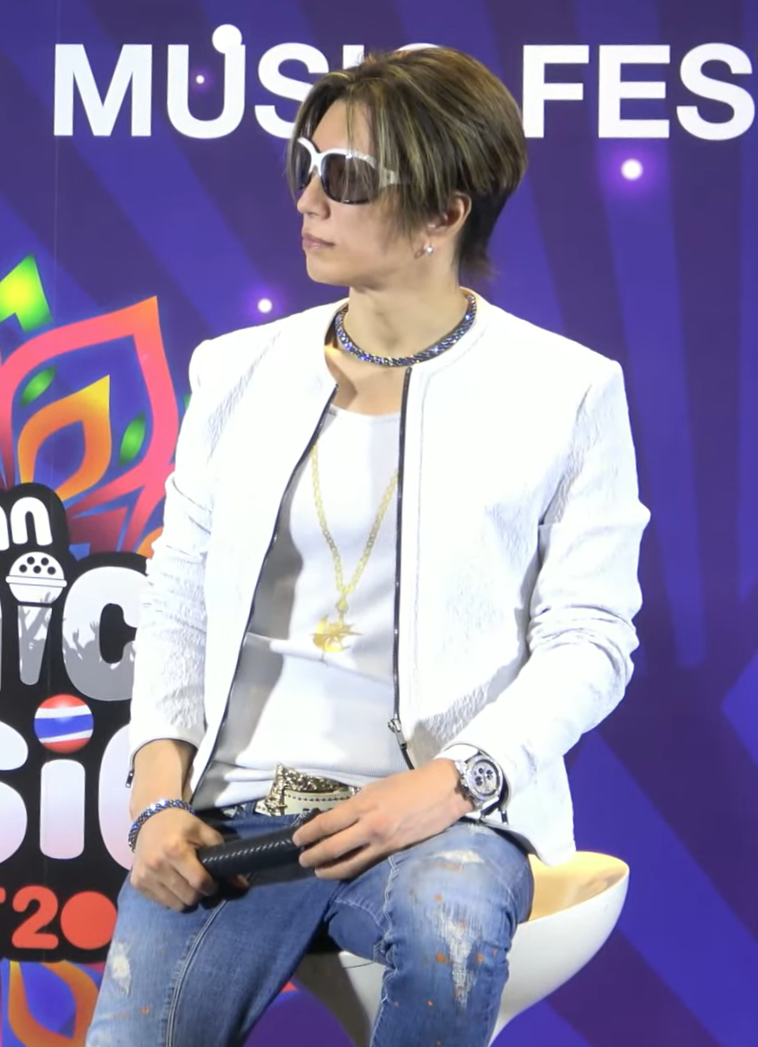
Gackt, 2023.

### Phim truyền hình
- 2007: Furin Kazan
- 2009: Mr Brain
- 2011: Tempest
- 2012: Akumu chan

### Phim điện ảnh
- 2001: Moon Child
- 2010: Bunraku (Hollywood debut)
- 2014: Akumu chan the movie

## Sân khấu kịch
- Nemuri Kyoushiro (2010: diễn viên chính)
- MOON SAGA ~ Yoshitsune hiden Vol I (2012: diễn viên chính kiêm nguyên tác, kịch bản, đạo diễn)Lưu trữ ngày 3 tháng 10 năm 2016 tại Wayback Machine
- MOON SAGA ~ Yoshitsune hiden Vol II (2014)

## Danh sách chuyến lưu diễn
- 2000: Mars Sora Kara no Homonsha (MARS 空からの訪問者)
- 2001: Requiem et Reminiscence
- 2002: Kagen no Tsuki (下弦の)
- 2003: Jougen no Tsuki (上弦の)
- 2004: The Sixth Day & Seventh Night
- 2005-2006: Diabolos ~Aien no Shi~ (DIABOLOS 〜哀婉の詩と聖夜の涙〜)
- 2008-2009: Requiem et Reminiscence II ~Saisei to Kaikou~(Requiem et Reminiscence Ⅱ 〜再生と邂逅〜)
- 2013: BEST OF THE BEST VOL I MILD/WILD
- 2016: LAST VISUAL LIVE ~ SAIGO NO TSUKI ~

### Club tours
- 1999: Easter Live
- 1999: Shockwave Illusion Live
- 2000: Starlight Gig
- 2006-2007: Training Days D.r.u.g. Party
- 2010: Yellow Fried Chickenz

## Sách đã viết
- MOON CHILD
- Jihaku
- GACKTIONARY

## Special project

### Camui gakuen
Là một ngôi trường cấp 3 tưởng tượng, anh vào vai hội trưởng hội học sinh, con trai của hiệu trưởng và rất ngưỡng mộ ca sĩ GACKT. Các thành viên trong nhóm và dancers,... sẽ là các sempai (đàn anh). Toàn bộ fans là học sinh đàn em trong trường.
Camui gakuen nổi bật với lễ hội trường (Gakuensai) là một event tour quy mô nhỏ, trong đó GACKT sẽ cover bài hát của các ca sĩ khác như GLAY, B'z, HYDE, Nishikawa, SMAP, Nakashima Mika, Ayumi Hamasaki, AKB48, KARA, Psy, Bigbang, Hikari Genji... Danh sách lễ hội tính đến nay:
- 2009: Ikinasai
- 2010: Fukinasai
- 2012: Dashinasai
- 2013: Semenasai
- 2014: Matomenasai
- 2015: Dashitekudasai

Bên cạnh đó hàng năm vào cuối tháng 2/đầu tháng 3 anh còn tổ chức Lễ hội tuyết, ở đó fans sẽ cùng GACKT và các thành viên khác chơi trò chơi vận động trên núi tuyết. 

### Yellow Fried Chickenz
Nhóm nhạc rock 7 người với GACKT và Jon Underdown (từ nhóm FADE) là vocal, hoạt động từ 2010 và chính thức làm live chia tay vào ngày 4 tháng 7 năm 2012.

## Sản phẩm thường niên
PLATINUM BOX: PB mới nhất là PB XV ra vào đầu năm nay. 

## Quỹ từ thiện
Show your heart
Ngoài ra Gackt còn tham gia đồng sản xuất dụng cụ trượt ván tuyết, kính sát tròng thời trang, trang sức nam, thiết kế Kimono... cùng nhiều hoạt động khác.
GACKT eyes - color lens: http://www.fujita-op.com/gackt_eyes/index_dears.html Lưu trữ ngày 9 tháng 2 năm 2014 tại Wayback Machine
GACKT x Kissmark - Snowboard goods: http://www.kissmark.co.jp/GACKT/ Lưu trữ ngày 8 tháng 5 năm 2014 tại Wayback Machine
GACKT Kimono: http://gackt-kimono.com/front/ Lưu trữ ngày 14 tháng 1 năm 2016 tại Wayback Machine
GACKT x GEMcerey: http://www.gemart.jp/gackt/ Lưu trữ ngày 3 tháng 12 năm 2021 tại Wayback Machine
Chateau GACKT: http://www.katsu-yama.com/chateau/index.html Lưu trữ ngày 11 tháng 3 năm 2016 tại Wayback Machine
GACKT x VARTIX: http://vartix.jp/

## VocaloidGakupo
Camui Gackpo (神威がくぽ Kamui Gakupo), là một VOCALOID của Nhật Bản được phát triển và phân phối bởi Internet Co., Ltd với tên gọi tắt là Gackpoid, được ban đầu phát hành vào tháng 7 năm 2008 cho phần mềm VOCALOID2. Đã có thêm các đợt phát triển cho phần mềm VOCALOID3 vào tháng 7 năm 2012 và cho phần mềm VOCALOID4 vào tháng 4 năm 2015 và giọng của anh được cung cấp bởi Gackt.
"Gackpo" dựa trên cách phát âm tên "Gackt". Tên phần mềm của "Gackpoid" cũng lấy tên của nó từ chính Gackt. Tên "poid" ở cuối tên là viết tắt của "like VOCALOID". Do đó, tên ngụ ý đầy đủ của sản phẩm này là "Gackt-like VOCALOID".
Tên gọi của anh là "Kamui Gakupo" nhưng được Công ty Internet chính thức gợi ý là "Camui Gackpo". "Kamui Gakupo" là cách viết của các fan VOCALOID ở nước ngoài quen thuộc và thường xuyên sử dụng. "Kamui Gakupo" cũng có thể được nhìn thấy trên trang web của KARENT. Các cách phát âm khác của tên anh cũng được chứng kiến từ các nguồn khác.
Những người hâm mộ nước ngoài ít kinh nghiệm mạo nhận Gackpo như một "Gackpoid" thay vì "VOCALOID" và đôi khi bác bỏ rằng anh ta là một VOCALOID hoàn toàn. Điều này là do sự nhầm lẫn về tên riêng cho cả gói VOCALOID và phần mềm. Cùng một vấn đề xảy ra với GUMI và phần mềm Megpoid của cô.
Ảnh minh họa của phần mềm được vẽ bởi họa sĩ minh họa Kentaro Miura (三浦 健太郎 Miura Kentaro). Một lưu ý từ các VOCALOID của Crypton Future Media là họ đang sử dụng quần áo theo phong cách không gian mạng, có thể "tan chảy vào" cuộc sống hàng ngày của chúng ta càng nhiều càng tốt. Internet co., Ltd đã đưa ra ý tưởng riêng của họ từ trên những gì làm cho VOCALOID phổ biến. Ngoại hình của Gakupo được chọn từ một vài mẫu thiết kế có thể.
Gakupo có tính thẩm mỹ của samurai: VOCALOID được trang bị một Jinbaori, một loại kimono được sử dụng như một áo lính chiến, với bộ phận áo giáp Nhật Bản, và mang katana có tên là "Music katana, Miburi" (楽刀 · 美振 / Gakutou Miburi). Các mẫu trên lưỡi kiếm tạo ra âm nhạc khi nó được vung xuống. Thanh kiếm tồn tại bởi vì các nhà sản xuất muốn có một liên kết đến một nhạc cụ. Không có sự phản đối nào đối với việc sử dụng vũ khí. Món ăn yêu thích của Gakupo là cà tím.
Khi xem xét các tính năng của Gackpo, các nhà sản xuất đã thông báo với họ rằng họ muốn đôi mắt trông giống như Gackt và trang phục của anh ấy để bao gồm một sự kết hợp của không gian mạng và quần áo kiểu Nhật truyền thống. Các màu sắc được chọn để làm cho anh ta nổi bật so với các VOCALOID khác.